# Tyrus Wong
Tyrus Wong (Taišan, Guangdong, 25. listopada 1910. - Los Angeles, 30. prosinca 2016.) bio je američki crtač, animator, oblikovatelj i likovni umjetnik kineskoga podrijetla. Slavu je stekao radeći na animaciji crtića za američke televizijske kuće The Walt Disney Company i Warner Bros. Najupamćeniji i najslavniji je ostao po svojim crtežima za animirani film Bambi, koji je postigao veliki komercijalni uspjeh zahvaljujući prepoznatljivom oblikovanju.
Rodio se u Taišanu, u kineskoj pokrajini Guangdong, kao Wong Gen Yeo. S devet godina preselio se s ocem u Sjedinjene Države i zauvijek izgubio kontakt sa svojom majkom i sestrom. Prilikom dolaska u SAD bio je smješten s ocem u useljenički kamp na otoku Angel u blizini San Franisca. Nakon što je američki senat izglasao stroži zakon o useljavanju Kineza, neko vrijeme bio je razdvojen od svoga oca te preseljen u Sacramento, dok je njegov otac otišao živjeti u obitelj u Los Angelesu.
Dok je pohađao Srednju školu Benjamina Franklina u Pasadeni, njegovi učitelji primijetili su njegov umjetnički talent. Završetkom školovanja dobio je studentsku stipendiju i upisao privatnu Školu za umjetnost i dizajn u Los Angelesu. Kasnije je saznao da njegov otac radi kao domar u njegovoj školi. Početkom 1930-ih počeo je raditi u Hollywoodu.
Isprva je radio kao oblikovatelj čestitki za tvrtku Hallmark Cards. U razdoblju između 1942. i 1968. radio je kao animator i crtač za Warner Bros., unutar kojega je tri godine (1938. – 1941.) radio i na nekoliko Disneyevih filmova. Nakon umirovljenja, posvetio se svom umjetničkom radu i izradbi šarenih letećih zmajeva po uzoru na kineske obrtnike i tradiciju, zbog čega je bio prozvan "Papirnatim čovjekom" (engl. Paperman). Naslikao je i nekoliko umjetničkih djela, poput Autoportreta (kasne 1920-te), Požara (1939.), Jelena na litici (1960-te) i kompozicija Istok i Zapad (obje iz 1984.)
Iako nije bio politički aktiviran, radio je na izgradnji kinesko-američkih odnosa, posebice za vrijeme hladnoga rata. Često je, u suradnji s američkim umjetnicima, održavao zajedničke likovne izložbe u Kinesko-američkom muzeju u Los Angelesu. S druge strane, u domovini ga nisu voljeli zbog kritike kinsekog komunističkog sustava, politike jednog djeteta i izolacionizma, zbog kojeg nije nikada mogao stupiti u kontakt s ostatkom obitelji. Bio je oženjen odvjetnicom kineskog podrijetla, koja je radila u američkoj diplomaciji i odnosima s Hong Kongom.
Za svoj rad primio je nagradu Disneyjeva legenda i Umjetničku nagradu Kinesko-američkog muzeja u Los Angelesu. O njemu je snimljeno nekoliko dokumentarnih filmova.

## Vanjske poveznice
- Tyrus Wong, Jelen na litici - umjetnička zbirka Losangeleskog sveučilišta (UCLA) (engl.)
- Udruga useljenika Angel Island  Arhivirana inačica izvorne stranice od 11. studenoga 2013. (Wayback Machine), Rosalind Chang: Glasovi useljenika - Tyrus Wong, objavljeno u povodu 100. rođendana (engl.)
- Tyrus Wong - The Movie - službene stranice dokumentarnog filma iz 2015. godine (engl.)